# Gabriel Kicsid
Gabriel Gavril Kicsid (Imeni, 2 de abril de 1948) é um ex-handebolista profissional, duas vezes medalhista olímpico.

## Títulos
- Campeonato Mundial de Handebol:
  - Campeão: 1970, 1974

- Jogos Olímpicos:
  - Prata: 1976
  - Bronze: 1972